# 多头政体
多头政体（英語：Polyarchy），又译“多头政治”、“多元民主”、“多元政體”，指一种充分发展的代议制政体，可以视作现代代议民主制的替代词，其最重要的特点是公开就某政治议题进行争论的政治自由，以及选举和被选举权为代表的政治参与权。美国著名政治学家罗伯特·达尔在其于1953年出版的《政治、经济与福利》一书提出了“多元民主”这一政治学概念。1971年出版的《多头政体：政治参与和反对派》深刻阐述“多头政体”这一观点。达尔认为，政府决策的制定并不是就某些基本政策事宜统一起来的多数人的庄严进程，它是对相对少的群体的安抚。民主与专制的区别不在于是否是“多数人的统治”，而在于是否是“多重少数人的统治”。
达尔非常强调利益集团对于多元民主的重要性。通过考察竞争性选举与有组织的利益集团的活动之间的关系，达尔改进了熊彼特的精英民主理论。达尔看来，民主不是人民的主权，不是多数人的统治，也不是“单一”的少数人的统治，而是“多重”少数人的统治。一个政体的民主性质是由多重的集团或多重的少数人来决定的。为了避免语义上的混乱，达尔主张将Democracy改为Polyarchy（多头政体）。

## 概要
达尔认为，习用的“民主”是一个不精确的术语。在他看来，民主制最重要的特点是，“可以完全或近乎完全地对所有公民的要求做出反应”。达尔承认，这个定义过于理想化，以此衡量，当今世界没有一个政府可称得上“民主”。为了能够更准确清晰地分析现实政治，达尔认为需要定义一个新的词语来描述当今大多数西方发达资本主义国家的政治体制。
一个能实现充分反映公民意愿的政府，需要在保证公民政治上的平等权外，还需要保障公民充分的政治参与机会：
1. 系统表述自身意愿的机会；
2. 通过个人或集体行动向其他公民及政府公开表明自身意愿的机会；
3. 公民的意见必须得到政府在施政过程中的同等重视，也就是说，不因意见的来源或内容而忽视或无视意见本身。

以上只是判断一个政府是否民主的必要条件而非充分条件。在人口众多的现代国家，民主政府还要至少有八项制度保证。
根据公开争论和选举参与两条标准，可以将政府大致划归为四类。
1. 封闭的专制政体。该政体禁止人民参与政治议题的讨论（缺乏政治自由），缺乏公开公正的选举制，不保证公民选举权（缺乏政治参与）。
2. 包含的专制政体。该政体在一定程度上保证公民的选举权，但缺乏政治自由。
3. 竞争的寡头政体。该政体在一定程度上保证公民的政治自由，但缺乏完善的选举制度（缺乏政治参与）。
4. 多头政体。该政体保障了政治自由，实现了公民对政治的广泛参与。